# Stoenești (Giurgiu)
Stoenești is een Roemeense gemeente in het district Giurgiu.
Stoenești telt 2113 inwoners.